# Pseudodrifa groenlandica
Pseudodrifa groenlandica is een zachte koraalsoort uit de familie Nephtheidae. De koraalsoort komt uit het geslacht Pseudodrifa. Pseudodrifa groenlandica werd in 1915 voor het eerst wetenschappelijk beschreven door Molander. 